# Кавалеры ордена Святого Георгия IV класса У
Кавалеры ордена Святого Георгия IV класса на букву «У» 
Список составлен по алфавиту персоналий. Приводятся фамилия, имя, отчество; звание на момент награждения; номер по списку Григоровича — Степанова (в скобках номер по списку Судравского); дата награждения. Лица, чьи имена точно идентифицировать не удалось, не викифицируются. Курсивом выделены кавалеры, получившие орден за службу в частях Восточного фронта Русской армии во время Гражданской войны.
- Уважнов-Александров, Павел Васильевич; подполковник; № 7597; 1 января 1847
- Увалов, Игнатий Юрьевич; полковник; № 267 (220); 26 ноября 1775
- Уваров, Александр Фёдорович; полковник; № 266 (219); 26 ноября 1775
- Уваров, Василий; подполковник; № 1026; 26 ноября 1793
- Уваров, Виктор Петрович; подполковник; 15 октября 1916
- Уваров, Павел Петрович; полковник; № 7427; 12 января 1846
- Уваров, Семён Фёдорович; премьер-майор; № 246 (206); 26 ноября 1774
- Уваров, Фёдор Федорович; штабс-капитан; 5 мая 1917
- Уваров, Фёдор Александрович; полковник; № 2856; 13 марта 1814
- Уваров, Фёдор Семёнович; полковник; № 2934; 12 мая 1814
- Уваров, Фёдор (Сергеевич или Семёнович?); полковник; № 2826; 20 февраля 1814
- Углик, Александр; капитан; № 5507; 6 декабря 1836
- Углов, Лев; подпоручик; 1 марта 1916
- Угречич-Требинский, Алексей; премьер-майор; № 1109; 26 ноября 1794
- Угрюмов, Павел Александрович; полковник; № 2549 (1181); 17 февраля 1813
- Угрюмов, Пётр Александрович; полковник; № 3496; 6 июня 1821
- Удалов, Александр; полковник; № 4203; 25 декабря 1828
- Уден, Феликс; капитан бельгийской службы; 21 ноября 1917
- Удовицкий, Андрей Иванович; штабс-капитан; 26 января 1917
- Удовиченко, Михаил Дмитриевич; капитан; 13 января 1915
- Удовиченко, Михаил Константинович; подполковник; 20 ноября 1915
- Удом, Евстафий Евстафьевич; секунд-майор; № 1199 (630); 26 ноября 1795
- Удом, Иван Фёдорович; полковник; № 1907 (813); 1 декабря 1807
- Удом, Пётр Леонтьевич; майор; № 1972 (880); 20 мая 1808
- Удянский, Сергей Яковлевич; поручик; 15 сентября 1917 (посмертно)
- Узкий, Александр Ильич; поручик; 9 марта 1915
- Узнидзе, Соломон Пантелеевич; поручик; № 7128; 18 августа 1844
- Уканович, Марко; командир батальона черногорской службы; 26 февраля 1879
- Улагай, Сергей Георгиевич; войсковой старшина; 17 января 1917
- Уланиус, Карл Карлович; генерал-майор; № 1561; 26 ноября 1804
- Улан-Малюшицкий, Александр Абрамович; майор; № 7058; 4 декабря 1843
- Улан-Малюшицкий, Степан Абрамович; майор; № 7483; 12 января 1846
- Уланович, Паулин Осипович; майор; 1 января 1878
- Улашин, Леонард Антонович; прапорщик; 13 января 1915
- Улезло, Лука Иванович; полковник; 21 августа 1915 (посмертно)
- Улеско, Филипп Михайлович; подполковник; № 9123; 26 ноября 1853
- Уллинский, Иван Семёнович; капитан; № 5327; 1 декабря 1835
- Уллинский, Яков Семёнович; майор; № 4748; 21 декабря 1832
- Ульрих, Василий Корнилович; полковник; № 8402; 26 ноября 1850
- Ульрих, Василий Яковлевич; генерал-майор; № 3540; 16 декабря 1821
- Ульрих, Густав Карлович; полковник; № 6414; 5 декабря 1841
- Ульрих, Карл Александрович фон; майор; № 6835; 3 декабря 1842
- Ульрих, Карл Григорьевич; полковник; № 2530 (1163); 3 января 1813
- Ульрих, Ромео Корнильевич; подполковник; № 8706; 26 ноября 1851
- Ульчицкий, Осип Осипович; полковник; № 4350; 19 декабря 1829
- Уманец, Матвей Александрович; капитан-лейтенант; № 2358; 26 ноября 1811
- Умбачёв, Семён Андреевич; майор; № 7499; 12 января 1846
- Умов, Владимир Александрович; поручик; 26 января 1917 (посмертно)
- Умов, Юрий Петрович; прапорщик; 25 сентября 1917
- Умянцов, Пётр Петрович; полковник; № 1322; 26 ноября 1802
- Унгебауер, Александр Андреевич; полковник; № 3922; 26 ноября 1826
- Унгерн-фон-Штернберг, Роман Фёдорович; сотник; 25 апреля 1915
- Унгернштернберг, Армин Карлович; полковник; № 9062; 26 ноября 1853
- Унгерштернберг, Владимир Карлович; подполковник; № 6256; 11 декабря 1840
- Унковский, Всеволод Андреевич; мичман; 3 сентября 1905
- Унковский, Семён Яковлевич; лейтенант; № 3381; 12 декабря 1817
- Унтилов,Филипп Фёдорович; майор; № 6109; 3 декабря 1839
- Унтилье, Амплей Ананьевич; генерал-майор; № 3886; 26 ноября 1826
- Ураков, Алексей Васильевич[1]; полковник; № 1566; 26 ноября 1804
- Ураков, Афанасий Егорович; подполковник; № 973; 26 ноября 1792
- Ураков, Афанасий Петрович[1]; подполковник; № 2107; 26 ноября 1809
- Урбанковский, Евгений Иосифович; полковник; 28 февраля 1919
- Урванов, Авраам Титович; капитан; № 7341; 17 декабря 1844
- Урванов, Виссарион Титович; майор; № 9804; 26 ноября 1855
- Уржумцев, Фёдор Сергеевич; прапорщик; 28 августа 1917 (посмертно)
- Урумов, Сафон Гагуевич; полковник; 26 августа 1916
- Урусов, Михаил Александрович; полковник; № 6198; 11 декабря 1840
- Урусов, Павел Александрович; полковник; № 7744; 26 ноября 1847
- Урусов, Сергей Дмитриевич; полковник; № 4058; 26 ноября 1827
- Урусов, Сергей Семёнович; подполковник; № 9615; 24 июля 1855
- Урути (де Уррутия), Хосе Рамон; волонтер, бригадир испанской службы; № 630 (315); 14 апреля 1789
- Урюпинский, Поликарп Памфилович; войсковой старшина; № 2915; 10 апреля 1814
- Урядов, Виктор Константинович; капитан; 16 сентября 1917
- Усачёв, Андрей; капитан; № 9210; 26 ноября 1853
- Усачёв, Георгий Киприанович; подъесаул; 12 июля 1915 (посмертно)
- Усачёв, Сергей Степанович; подпоручик; 19 декабря 1917 (посмертно)
- Усаченко, Фёдор Александрович; капитан-лейтенант; № 7088; 4 декабря 1843
- Усков, Матвей Яковлевич; подполковник; № 4399; 25 июня 1830
- Услар, Пётр Карлович; подполковник; № 9748; 26 ноября 1855
- Усов, Адриан Владимирович (Васильевич); генерал-майор; 3 января 1915
- Усов, Александр Григорьевич; капитан 1-го ранга; № 8171; 26 ноября 1849
- Усов, Андрей Александрович; капитан-лейтенант; № 4507; 18 декабря 1830
- Усов, Дмитрий Прокофьевич; подполковник; № 5448; 6 декабря 1836
- Усов, Иван Андреевич; подполковник; 3 декабря 1839 (лишён ордена в 1851 году, поэтому отсутствует в кавалерских списках, орден показан в послужном списке)
- Усов, Михаил Александрович; лейтенант; № 9887; 28 декабря 1855
- Усов, Николай Алексеевич; майор; № 5633; 29 ноября 1837
- Усов, Филипп Александрович; подпоручик (штабс-капитан); 26 августа 1919 (посмертно)
- Усовский, Степан Васильевич; майор; № 8063; 26 ноября 1848
- Усольцев, Николай Алексеевич; прапорщик; 19 апреля 1917 (посмертно)
- Успенский, Александр Васильевич; подполковник; 25 февраля 1907
- Успенский, Александр Николаевич; подпоручик; 12 января 1917 (посмертно)
- Успенский, Василий Сергеевич; капитан; 13 мая 1918
- Устимович, Алексей Павлович; майор; № 4113; 26 ноября 1827
- Устинов, Николай Александрович; подполковник; № 7601; 1 января 1847
- Устругов, Тимофей Васильевич; полковник; № 5941; 3 декабря 1839
- Устругов, Фёдор Васильевич; полковник; № 8897; 1 февраля 1852
- Устюжанин, Егор Иванович; подполковник; № 9737; 26 ноября 1855
- Усубов, Ибрагим-ага; полковник; 9 сентября 1915
- Утгоф, Виктор Викторович; лейтенант; 4 июля 1915
- Уткин, Григорий Иванович; подполковник; № 3666; 13 февраля 1823
- Уткин, Даниил Павлович; прапорщик; 15 октября 1916 (посмертно)
- Уткин, Яков; подпоручик; 11 сентября 1917
- Ушак, Иван Иванович; полковник; 29 августа 1916
- Ушаков, Александр Александрович; полковник; № 6708; 3 декабря 1842
- Ушаков, Александр Иванович; генерал-майор; № 6925; 4 декабря 1843
- Ушаков, Александр Митрофанович; мичман; № 159 (138); 22 сентября 1771
- Ушаков, Александр Степанович; капитан 2-го ранга; № 4741; 21 декабря 1832
- Ушаков, Аполлон Аполлонович; генерал-майор; № 6192; 11 декабря 1840
- Ушаков, Борис Фёдорович; подполковник; 3 декабря 1918 (посмертно)
- Ушаков, Василий; ротмистр; № 1490; 15 декабря 1802
- Ушаков, Владимир Иванович; поручик; 26 августа 1916
- Ушаков, Дмитрий Васильевич; поручик; 22 марта 1917
- Ушаков, Дмитрий Иванович; подполковник; № 6786; 3 декабря 1842
- Ушаков, Еремей Иванович; капитан; № 5331; 1 декабря 1835
- Ушаков, Иван Иванович; полковник; № 8653; 26 ноября 1851
- Ушаков, Иван Михайлович; полковник; № 2489 (1122); 23 декабря 1812
- Ушаков, Иван Фёдорович (Федотович); полковник; № 1353; 26 ноября 1802
- Ушаков, Лев Корнеевич; майор; № 3672; 13 февраля 1823
- Ушаков, Леонид Семёнович; поручик; 4 марта 1917
- Ушаков, Михаил Петрович; полковник; № 487; 26 ноября 1787
- Ушаков, Николай Иванович; полковник; № 6438; 5 декабря 1841
- Ушаков, Николай Яковлевич; капитан; 6 сентября 1911
- Ушаков, Павел Николаевич; полковник; № 2482 (1115); 23 декабря 1812
- Ушаков, Павел Петрович; генерал-майор; № 3166; 26 ноября 1816
- Ушаков, Пётр Андреевич; капитан 1-го ранга; № 3335; 12 декабря 1817
- Ушаков, Пётр Сергеевич; полковник; № 2807; 22 января 1814
- Ушаков, Пётр Степанович; подполковник; № 8260; 26 ноября 1849
- Ушаков, Сергей Николаевич; полковник; № 2477 (1110); 23 декабря 1812
- Ушаков, Фёдор Александрович; генерал-майор; № 1720 (706); 27 января 1807
- Ушаков, Фёдор Иванович; майор; № 1923 (829); 5 февраля 1808
- Ушаков, Фёдор Фёдорович; капитан 1-го ранга; 22 октября 1788
- Ушаков, Фёдор Фёдорович (младший); капитан 3-го ранга; № 3156; 26 ноября 1816
- Ушинский, Владимир Григорьевич; лейтенант; № 1906; 26 ноября 1807
- Ушков, Александр Никитич; капитан; № 6652; 5 декабря 1841